# Stilobezzia amnigena
Stilobezzia amnigena är en tvåvingeart som först beskrevs av John William Scott Macfie 1935.  Stilobezzia amnigena ingår i släktet Stilobezzia och familjen svidknott. Inga underarter finns listade i Catalogue of Life.